# Dominique Sarron

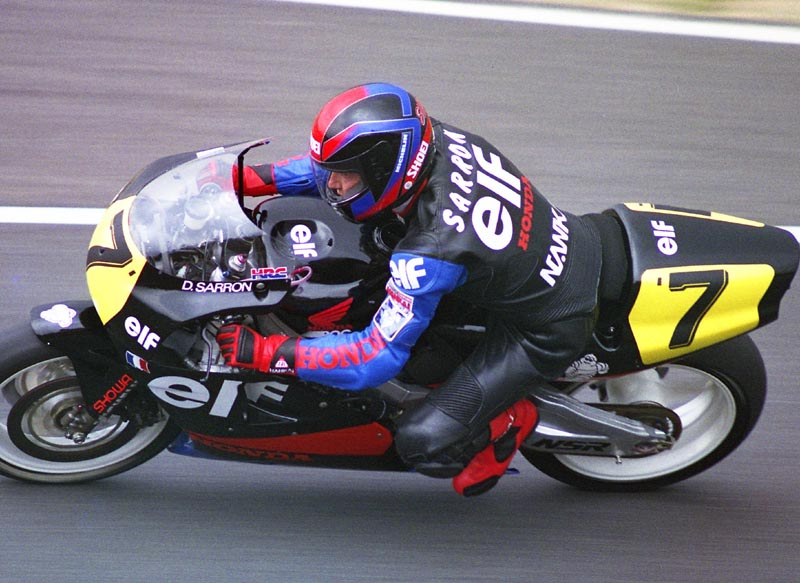
Dominique Sarron tijdens de Grand Prix van Japan 1989.

Dominique Sarron (Riom, 27 augustus 1959) is een Frans voormalig motorcoureur. Hij is viervoudig Grand Prix-winnaar in het wereldkampioenschap wegrace. Hij is de jongere broer van Christian Sarron, die eveneens voormalig motorcoureur is.

## Carrière
Sarron won in 1981 en 1983 de Bol d'Or voor Honda; in 1981 deelde hij de overwinning met Jean-Claude Jaubert en in 1983 met Raymond Roche en Guy Bertin. Hij begon zijn internationale motorsportcarrière in 1985, toen hij debuteerde in de 250 cc-klasse van het wereldkampioenschap wegrace op een Honda. Een achtste plaats in België was zijn beste resultaat en hij eindigde met 7 punten op plaats 21 in het klassement. In 1986 reed hij zijn eerste volledige seizoen in de klasse. Hij behaalde podiumplaatsen in Joegoslavië en Frankrijk, voordat hij in Groot-Brittannië zijn eerste Grand Prix-zege behaalde. Met nog een podiumfinish in San Marino werd hij met 72 punten derde in de eindstand, achter Carlos Lavado en Sito Pons. Verder won hij dat jaar zijn derde Bol d'Or, samen met Pierre Bolle en Jean-Louis Battistini, en zijn eerste 8 uur van Suzuka met Wayne Gardner.
In 1987 behaalde Sarron in het WK 250 cc podiumplaatsen in de Grand Prix der Naties, alsmede in Frankrijk, Tsjecho-Slowakije en Argentinië. Tevens won hij in Brazilië zijn tweede Grand Prix. Met 97 punten werd hij achter Toni Mang, Reinhold Roth en Pons vierde in het kampioenschap. Ook won hij samen met Battistini en Jean-Michel Mattioli de Bol d'Or. In 1988 won hij de Grand Prix der Naties en de seizoensfinale in Brazilië. Ook behaalde hij podiumplaatsen in de Verenigde Staten, Joegoslavië, Frankrijk, Groot-Brittannië en Zweden. Met 158 punten werd hij wederom vierde in het kampioenschap, achter Pons, Juan Garriga en Jacques Cornu. Hiernaast won hij samen met Alex Vieira en Christophe Bouheben zijn vijfde Bol d'Or.

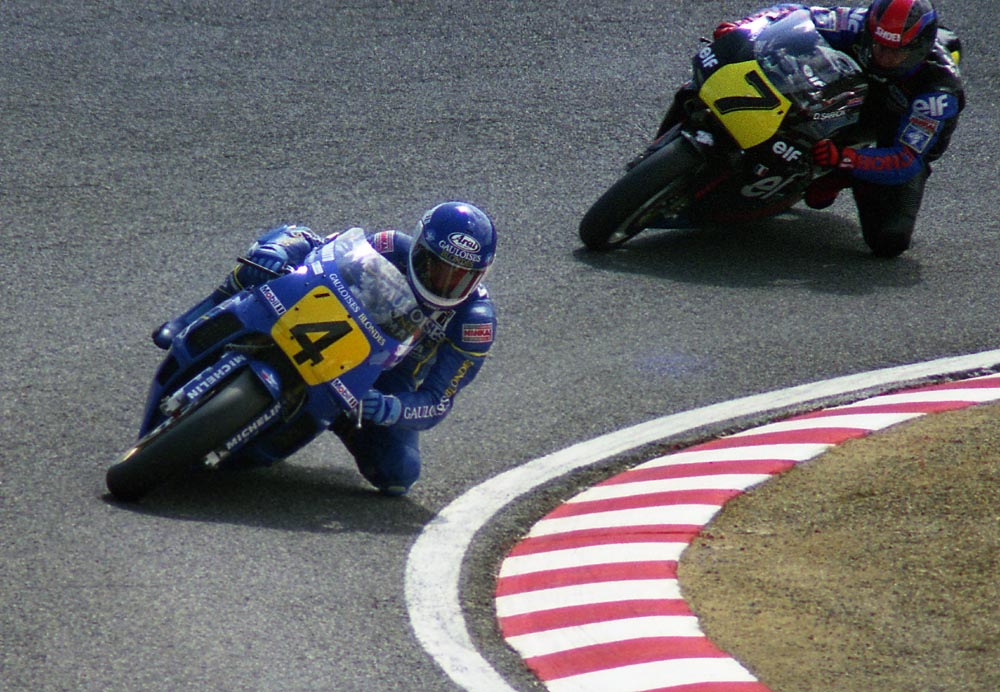
Dominique (rechts) en Christian Sarron tijdens de Grand Prix van Japan 1989.

In 1989 stapte Sarron over naar de 500 cc-klasse van het WK wegrace, waarin hij op een Honda bleef rijden. Hij behaalde zijn beste resultaat met een achtste plaats in Duitsland en hij werd met 39 punten veertiende in de eindstand. Ook won hij samen met Alex Vieira zijn tweede 8 uur van Suzuka. In 1990 keerde hij terug naar het WK 250 cc. Twee vierde plaatsen in Japan en Groot-Brittannië waren zijn beste resultaten en hij werd met 78 punten tiende in de eindstand. In 1991 reed hij drie races in de klasse op een Yamaha, waarin een twaalfde plaats in de Europa zijn beste resultaat was. Hiernaast debuteerde hij dat jaar in het wereldkampioenschap superbike in het weekend in Jarama op een Bimota; in de eerste race kwam hij niet aan de finish, maar in de tweede race werd hij dertiende.
In 1992 keerde Sarron terug naar het WK 500 cc op een ROC Yamaha. Deze motorfiets was echter niet competitief en hij kwam enkel tot scoren met een negende plaats in Groot-Brittannië, waardoor hij met 2 punten op plaats 23 eindigde. In 1993 reed hij in zes van de dertien weekenden van het WK superbike op een Yamaha. Een negende plaats in het laatste weekend in Estoril was zijn beste resultaat en hij eindigde met 20 punten op plaats 27 in de rangschikking. Daarnaast won hij met Jean-Marc Delétang en Bruno Bonhuil zijn zesde Bol d'Or voor Suzuki. In 1994 won hij deze voor Yamaha race opnieuw, samen met zijn broer Christian en de Japanner Yasutomo Nagai. Na dit jaar beëindigde hij zijn motorsportcarrière en begon hij een rijschool voor jonge coureurs.